# Рауэ, Рональд
Ро́нальд Ра́уэ (нем. Ronald Rauhe; род. 3 октября 1981, Берлин) — немецкий гребец-байдарочник, выступал за сборную Германии в 1999—2021 годах. Двукратный олимпийский чемпион (2004 и 2020), обладатель серебряной и двух бронзовых олимпийских медалей, 15-кратный чемпион мира, 15-кратный чемпион Европы, многократный победитель и призёр первенств национального значения.
Муж олимпийской чемпионки по гребле на байдарках Фанни Фишер, которая является племянницей великой Биргит Фишер.

## Биография
Рональд Рауэ родился 3 октября 1981 года в Берлине, в той части города, которая относилась к Восточной Германии. Активно заниматься греблей на байдарке начал в возрасте шести лет, проходил подготовку в одном из местных спортивных клубов, позже переехал в Потсдам, где тренировался под руководством известного специалиста Клеменса Пармана. Среди юниоров впервые заявил о себе на чемпионате мира 1997 года в Финляндии, на пятистах метрах выиграл золотую медаль в четвёрках и серебряную в одиночках — тем самым установил своеобразный рекорд, поскольку на тот момент ему было всего лишь пятнадцать лет, это примерно на три года младше по сравнению с остальными юношами.
Первого серьёзного успеха на взрослом международном уровне добился в сезоне 1999 года, когда попал в основной состав немецкой национальной сборной и побывал на чемпионате мира в Милане, откуда привёз награду бронзового достоинства, выигранную с одиночной байдаркой на дистанции 200 метров. Благодаря череде удачных выступлений удостоился права защищать честь страны на летних Олимпийских играх 2000 года в Сиднее, где вместе с напарником Тимом Вискёттером выиграл бронзовую медаль на пятистах метрах, уступив на финише командам из Венгрии и Австралии.
В 2001 году на чемпионате Европы Рауэ одержал победу во всех трёх дисциплинах, в которых участвовал: в одиночках на двухстах метрах, в двойках на дистанциях 200 и 500 метров. На чемпионате мира в польской Познани тоже выступил успешно, взял золото в одиночках в гонке на двести метров и в двойках в гонке на пятьсот метров, тогда как в двухсотметровой программе двухместных экипажей стал серебряным призёром. Год спустя на первенстве Европы в венгерском Сегеде и на первенстве мира в испанской Севилье вновь первенствовал в тех же дисциплинах, отличие лишь в программе K-2 200 м — на Европе он получил серебряную награду, а на мире бронзовую. Ещё через год на мировом первенстве в американском Гейнсвилле в точности повторил результат предыдущего выступления, был лучшим в одиночках на 200 метрах и в двойках на 500 метрах, но вынужден был довольствоваться бронзой в двойках на двухсотметровой дистанции.
Будучи одним из лидеров сборной Германии, благополучно прошёл квалификацию на Олимпийские игры 2004 года в Афинах, на сей раз они с Вискёттером обошли всех своих соперников в пятисотметровой гонке и завоевали тем самым золотые олимпийские медали. В следующем сезоне Рауэ, помимо успешного выступления на европейском первенстве в Познани, где получил золото и бронзу, удачно съездил на чемпионат мира в хорватский Загреб, выиграв там соревнования байдарок-двоек на полукилометровой дистанции. 2006 год оказался одним из самых медальных в его спортивной карьере, с чемпионатов Европы и мира в общей сложности он привёз шесть золотых наград, был лучшим во всех заездах, в которых принимал участие: K-1 200 м, K-2 200 м, K-2 500 м.

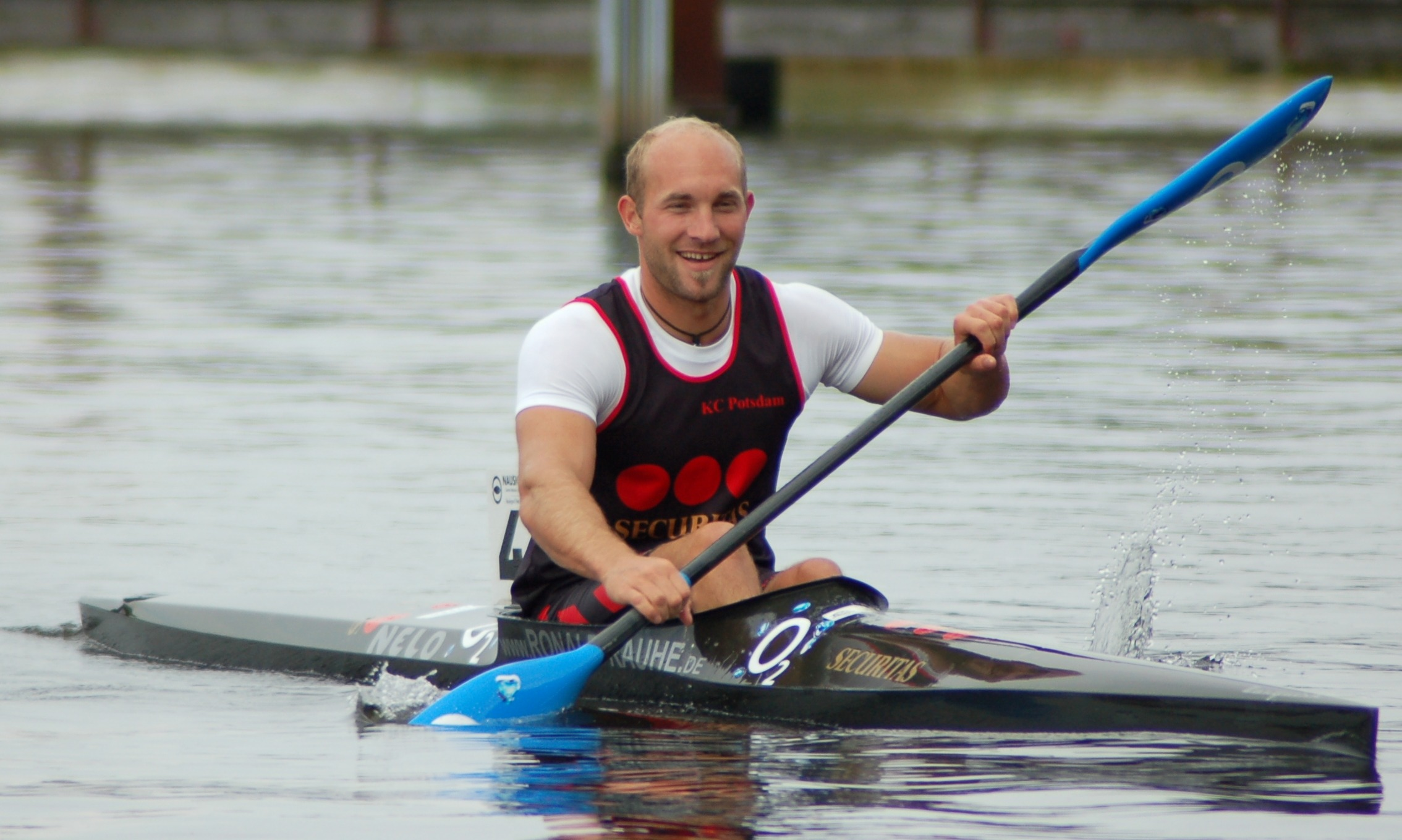
Рауэ в своей одноместной байдарке на чемпионате Германии 2007 года в Гамбурге

В 2007 году в двойках Рональд Рауэ выиграл золотую и серебряную медали на домашнем чемпионате мира в Дуйсбурге, на дистанциях 500 и 200 метров соответственно; того же результата добился и на чемпионате Европы в испанской Понтеведре. Позже прошёл отбор на Олимпийские игры в Пекине, в паре с Тимом Вискёттером пытался повторить успех четырёхлетней давности, но в конечном счёте финишировал только вторым, пропустив вперёд испанский экипаж Сауля Кравиотто и Карлоса Переса.
После трёх Олимпиад Рауэ остался в основном составе немецкой национальной сборной и продолжил принимать участие в крупнейших международных регатах. Так, в 2009 году он взял две бронзовые медали на чемпионате Европы в Бранденбурге, в одиночках на пятистах метрах и в эстафете 4 × 200 м, тогда как в зачёте чемпионата мира в канадском Дартмуте был лучшим в одиночках на двухстах и пятистах метрах, а в эстафете занял второе место. Следующий сезон получился не очень урожайным в плане медалей, в послужной список добавились серебряные медали в гонках на двести метров с европейского чемпионата в испанской Корвере и с мирового чемпионата в Познани. В 2011 году в той же дисциплине последовала бронза с чемпионата в Сегеде.
В 2012 году Рауэ получил серьёзную травму, но, несмотря на это, всё же выступил на Олимпийских играх в Лондоне — на двухстах метрах в одиночках и в двойках в паре с Йонасом Эмсом сумел даже пробиться в финальные стадии этих дисциплин, тем не менее, в обоих решающих заездах показал только восьмой результат. В следующем сезоне он полностью восстановился, хотя вернуть себе звание чемпиона мира так и не смог, на первенстве планеты в Дуйсбурге в двойках на двухсотметровой дистанции взял бронзу. Ранее на европейском первенстве в португальском городе Монтемор-у-Велью тоже не блистал, показал второй результат в данной дисциплине. В 2014 году побывал на чемпионате мира в Москве, отметился выступлением в парном двухсотметровом разряде, где при участии Тома Либшера завоевал серебряную медаль.
Завершил карьеру в 2021 году после Олимпийских игр в Токио, где завоевал золото в байдарках-четвёрках на дистанции 1000 метров.
Помимо занятий спортом является военнослужащим Вооружённых сил Германии.